# 庄司隼人
庄司 隼人（しょうじ はやと、1991年6月21日 - ）は、静岡県沼津市出身の元プロ野球選手（内野手）。2020年から広島東洋カープ球団スコアラーを務める。

## 経歴

### プロ入り前
静岡県沼津市生まれ。小学校1年時に今泉少年野球団で野球を始め、4年生から投手。
常葉橘中学校では3年生の時、エースとして軟式野球全国大会初戦で、11個奪三振最速144km/hを記録するが初戦で敗れる。
常葉学園橘高等学校では1年春から投手として登板し、2試合目で初先発初完投、1年秋にはチームのエースとなる。2年春に創部46年目で初の東海大会優勝、3年夏には県大会決勝で完封、2打席連続本塁打を打ち、浜名高校に10-0で勝利し、常葉橘は甲子園初出場を果たす。甲子園では1回戦の旭川大高戦で5安打完封、球数98球、試合時間1時間29分で勝ち、3回戦の明豊は延長12回で敗退した。
2009年10月29日のドラフト会議でカープが内野手として4位指名し、交渉権を獲得。11月4日契約成立し、指名全66選手の中で仮契約第1号となった。

### 広島時代
入団5年目の2014年5月21日に初めて一軍昇格し、5月24日の対オリックス・バファローズ戦で一軍初出場する。同年12月に一般女性との結婚を発表する。
2016年は初めて開幕一軍入りし、5日後の3月30日に登録抹消、最終的に3試合に出場した。
2017年にプロ初ヒットを打ち、ウエスタンで最高出塁率.407を記録した。
2018年は12試合に出場した。
2019年、10月21日に戦力外通告を受けた。ウエスタン・リーグでは通算791試合に出場し586安打を放ったが、一軍では10年間で通算22試合出場、安打は上記の1本に終わった。今後は球団に新しく設置されたパ・リーグ担当スコアラーに就任する。

## 選手としての特徴

### 打撃
リストが強く、左右に打ち分けできる他、二軍でタイトルを獲得した出塁率の高さが武器。

### 守備
高校時代に投手として最速149km/hを記録した強肩を持ち、堅実なプレーを見せる。

### 走塁
50m走のタイム6秒3とプロ野球選手としては特段速くないものの、ベースランニングに優れており、二軍では三塁打が多かった。庄司は「野球のベースランニングって、スピードよりむしろ技術だと思うんです。すべてのスポーツの中で、1辺25mぐらいの正方形をいかにコースロスなく、一瞬の状況判断をしながらスピーディーに走り回る競技なんて、他にありませんよね」と語っている。

## 人物
端正な顔立ちの人物として知られる。
同学年の今宮健太とは小柄な選手同士であることから互いにライバル意識を持っていた。高校時代は3年夏の甲子園（3回戦）で今宮擁する明豊高校と対決。庄司と今宮は投手としてマウンドに上がり、打席では互いに時折笑みも浮かべながら、何度も直球の真っ向勝負を繰り広げた。両者とも譲らず試合は延長までもつれ込み、庄司は延長11回表二死二塁から打者・今宮に四球を与えた場面で降板。その後12回表に明豊打線に決勝点を決められ、敗戦した。試合終了後の握手の際、敗れた庄司が今宮にバッティンググローブを託す場面は名シーンとして語り継がれている。

## 詳細情報

### 年度別打撃成績
| 年 度    | 球 団    | 試 合 | 打 席 | 打 数 | 得 点 | 安 打 | 二 塁 打 | 三 塁 打 | 本 塁 打 | 塁 打 | 打 点 | 盗 塁 | 盗 塁 死 | 犠 打 | 犠 飛 | 四 球 | 敬 遠 | 死 球 | 三 振 | 併 殺 打 | 打 率 | 出 塁 率 | 長 打 率 | O P S |
| -------- | -------- | ----- | ----- | ----- | ----- | ----- | -------- | -------- | -------- | ----- | ----- | ----- | -------- | ----- | ----- | ----- | ----- | ----- | ----- | -------- | ----- | -------- | -------- | ----- |
| 2014     | 広島     | 1     | 1     | 1     | 0     | 0     | 0        | 0        | 0        | 0     | 0     | 0     | 0        | 0     | 0     | 0     | 0     | 0     | 0     | 0        | .000  | .000     | .000     | .000  |
| 2016     | 広島     | 3     | 2     | 2     | 1     | 0     | 0        | 0        | 0        | 0     | 0     | 0     | 0        | 0     | 0     | 0     | 0     | 0     | 1     | 0        | .000  | .000     | .000     | .000  |
| 2017     | 広島     | 6     | 6     | 3     | 1     | 1     | 0        | 0        | 0        | 1     | 0     | 0     | 0        | 2     | 0     | 1     | 0     | 0     | 1     | 0        | .333  | .500     | .333     | .833  |
| 2018     | 広島     | 12    | 15    | 14    | 1     | 0     | 0        | 0        | 0        | 0     | 0     | 0     | 0        | 0     | 0     | 1     | 0     | 0     | 2     | 0        | .000  | .067     | .000     | .067  |
| NPB：4年 | NPB：4年 | 22    | 24    | 20    | 3     | 1     | 0        | 0        | 0        | 1     | 0     | 0     | 0        | 2     | 0     | 2     | 0     | 0     | 4     | 0        | .050  | .136     | .050     | .186  |

- 2019年度シーズン終了時

### 年度別守備成績
| 年 度 | 球 団 | 二塁  | 二塁  | 二塁  | 二塁  | 二塁  | 二塁     | 三塁  | 三塁  | 三塁  | 三塁  | 三塁  | 三塁     |
| 年 度 | 球 団 | 試 合 | 刺 殺 | 補 殺 | 失 策 | 併 殺 | 守 備 率 | 試 合 | 刺 殺 | 補 殺 | 失 策 | 併 殺 | 守 備 率 |
| ----- | ----- | ----- | ----- | ----- | ----- | ----- | -------- | ----- | ----- | ----- | ----- | ----- | -------- |
| 2017  | 広島  | 2     | 0     | 3     | 0     | 1     | 1.000    | 2     | 1     | 0     | 1     | 0     | .500     |
| 2018  | 広島  | -     | -     | -     | -     | -     | -        | 3     | 0     | 3     | 0     | 0     | 1.000    |
| 通算  | 通算  | 2     | 0     | 3     | 0     | 1     | 1.000    | 5     | 1     | 3     | 1     | 0     | .800     |

- 2019年度シーズン終了時

### 記録
初記録
- 初出場：2014年5月24日、対オリックス・バファローズ2回戦（ほっともっとフィールド神戸）、9回表に西原圭大の代打で登場
- 初打席：同上、9回表に岸田護から一ゴロ
- 初安打：2017年10月1日、対横浜DeNAベイスターズ25回戦（横浜スタジアム）、7回表に藤井皓哉の代打で出場、井納翔一から右前安打
- 初先発出場：2018年5月17日、対中日ドラゴンズ9回戦（ナゴヤドーム）、7番・三塁手で先発出場

### 背番号
- 52（2010年 - 2019年）